# Fredson
Pour les articles homonymes, voir Andrade et Rodrigues (homonymie).
Fredson Marcelo Andrade Rodrigues ou Fredson, né le 31 janvier 1988 à São Vicente (Cap-Vert), est un footballeur cap-verdien.
Il fait 1,75 m pour 68 kg et joue milieu de terrain à Varzim.

## Carrière
- jusqu'en 2007 : FC Porto (Portugal)
- 2007-08 : Varzim (Portugal)
- 2008-09 : FC Pampilhosa (Portugal) (prêt)
- 2009-jan 2010 : CF Fão (Portugal)
- 2010 : FC Batuque (Cap-Vert)